# Bánh giá
Bánh giá là một món ăn đặc sản nổi tiếng xuất xứ từ Chợ Giồng (Gò Công Tây) ở vùng Gò Công, Tiền Giang. Cũng vì xuất xứ đó mà người ta thường gọi là Bánh giá Chợ Giồng. Theo lời truyền miệng của cư dân, nghề làm bánh giá xuất hiện cùng lúc với quá trình khai hoang lập ấp của người Việt ở vùng đất này vào thế kỷ XVII.
Loại bánh này có sức ảnh hưởng sâu đậm trong văn hóa vùng Chợ Giồng nói riêng và vùng Gò Công, Tiền Giang nói chung.
Cái vá là vật dụng dùng định hình cho loại bánh này, người địa phương đọc trại "vá" thành "giá" từ đó trở thành tên gọi của bánh là bánh giá.

## Quy trình thực hiện
Bánh giá có ngoại hình tương tự như bánh tôm Hồ Tây 
hay bánh cống, tuy nhiên thành phần có phần phong phú hơn. Các nguyên liệu chính gồm: thịt heo nạc, tôm đất, giá, nấm rơm, nấm mèo (mộc nhĩ), cải bắc thảo, bột gạo, bột đậu nành, óc heo, dầu thực vật hoặc mỡ heo.
Đầu tiên,trộn chung bột gạo với đậu nành theo tỷ lệ 1:1 và óc heo rồi ủ khoảng 2-3 giờ, sau đó mới đem chiên.
Bắc chảo dầu lên bếp than đun cho dầu sôi. Kế tiếp, cho các nguyên liệu đã chuẩn bị sẵn vào vá và nhúng vá ấy vào chảo đến khi chiếc bánh có màu vàng sậm là vừa chín tới.Thông thường, mỗi chảo chiên từ 4-5 vá. Người làm bánh khéo sẽ chiên sao cho con tôm nằm trọn vẹn trên mặt bánh đỏ au.
Bánh giá ăn nóng kèm với rau thơm xắt nhỏ, nước mắm tỏi ớt và bún.

## Văn hóa
Bánh giá Chợ Giồng không chỉ là món ăn bình dân mà còn được sử dụng một cách trang trọng trong các bữa tiệc thịnh soạn và nghiêm túc như cưới hỏi, tân gia, giỗ chạp...

Nhà văn nổi tiếng Hồ Biểu Chánh thường nhắc đến món ăn này trong các quyển tiểu thuyết của mình.Người Việt Nam cũng có câu ca dao đề cập tới bánh giá: 
| “ | Một mai em gái theo chồng/Còn đâu bánh giá Chợ Giồng mời anh | ” |